# Каспе
Каспе (ісп. Caspe) — муніципалітет в Іспанії, у складі автономної спільноти Арагон, у провінції Сарагоса. Населення — 9989 осіб (2010).
Муніципалітет розташований на відстані близько 320 км на схід від Мадрида, 85 км на південний схід від Сарагоси.
На території муніципалітету розташовані такі населені пункти: (дані про населення за 2010 рік)
- Каспе: 9709 осіб
- Плаяс-де-Чакон: 53 особи
- Побладо-де-Пескадорес: 173 особи
- Мірафлорес: 47 осіб
- Сарагосета: 7 осіб

## Демографія
Динаміка населення (INE ):

## Галерея зображень

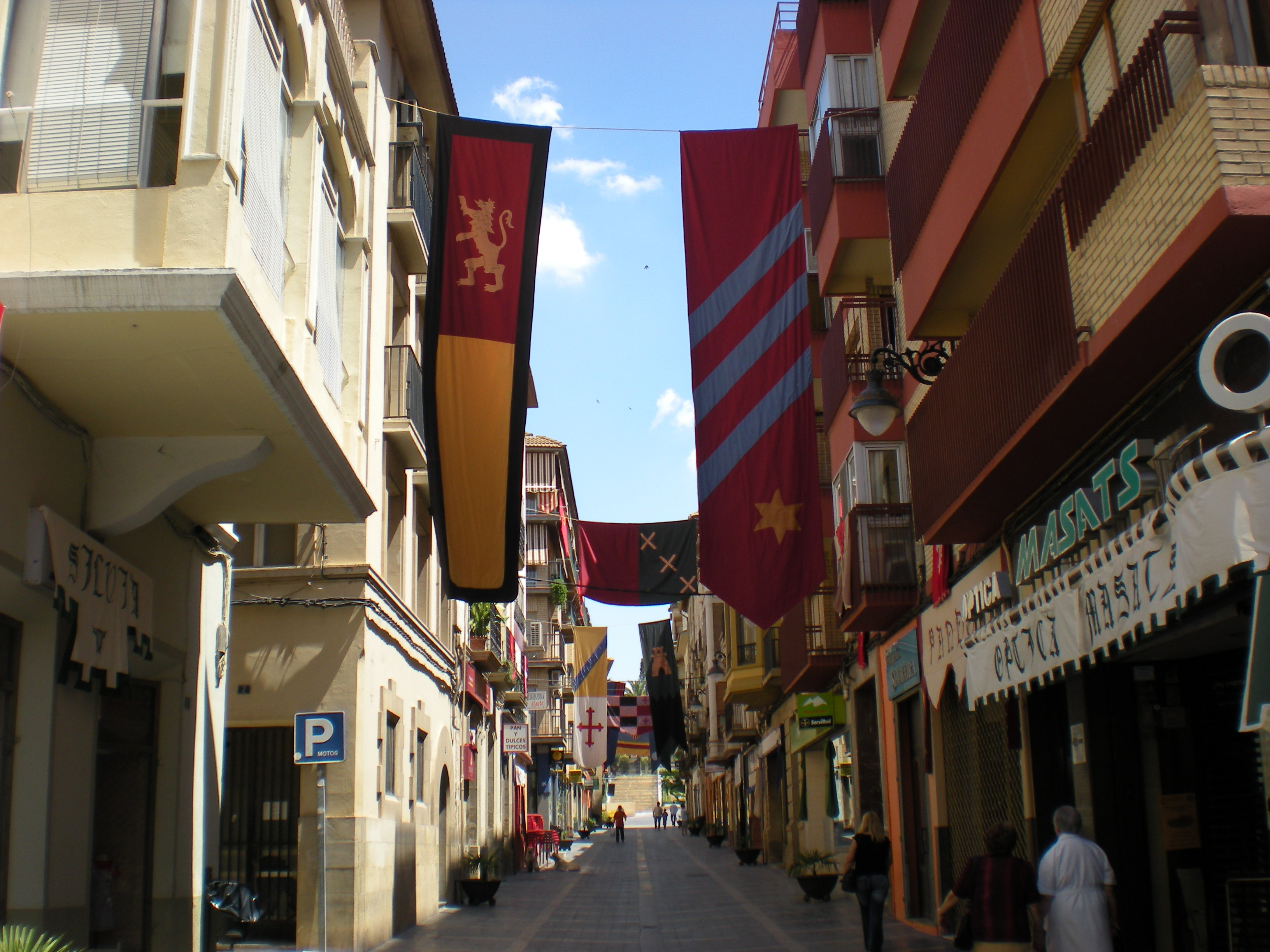
Головна вулиця